# Campo Grande (Alagoas)
Campo Grande é um município que fica localizado no sudoeste de Alagoas. Sua população é de 10.855 habitantes e sua área é de 166 km² (53,34 h/km²).
Limita ao norte com o município de Lagoa da Canoa, ao sul com o município de Olho d'Água Grande, a leste com os municípios de Feira Grande e Porto Real do Colégio e a oeste com os municípios de Girau do Ponciano e Traipu.

## História
As origens do atual município de Campo Grande remontam de 1800, com a chegada dos primeiros colonizadores. Pequenos sítios e casas foram se aglomerando na região. As planícies garantiam boas pastagens, ideais para a criação de gado e ovelhas. Os campos tinham grandes proporções e, daí, o lugar ficou conhecido como Campo Grande.
O desenvolvimento do núcleo só recebeu impulso quando passou pelo local a estrada de ferro. Com a chegada dos trabalhadores e a implantação do acampamento, em 1939, cresceu o movimento. As famílias Leandro, Mandu e Pinheiro lideraram o comércio, como pioneiros.
O comércio se fortaleceu com a venda das reses abatidas aos sábados. Essa pequena feira atraiu comerciantes de várias localidades e foi um grande progresso. Quando a estação foi concluída, recebeu o nome de Gordilho de Castro, engenheiro responsável pelas obras. 
Em 1944, a primeira igreja edificada foi destruída pela explosão no depósito de dinamites usadas pelos operários na construção da ferrovia, e a própria comunidade construiu a nova igreja.
Para a emancipação política, destacaram-se José Paulo Moura, Enoque Barbosa Ramos, José Raimundo dos Santos, Leocádio Soares da Silva, José Bráulio dos Santos, Augusto Ferreira da Costa(Nozinho), Manoel Egídio de Lima e João Ferreira Cavalcante. Em maio de 1960, houve a autonomia administrativa, com o desmembramento do município de São Brás.

### Formação administrativa
O distrito foi criado com a denominação de Campo Grande pela lei estadual nº 2046 de 27 de junho de 1957, subordinado ao município de São Brás.
Elevado à categoria de município com a denominação de Campo Grande pela lei estadual nº 2330 de 31 de maio de 1960, desmembrado de São Brás. Instalado em 14 de agosto de 1960.

## Economia
Campo Grande atrai centenas de visitantes com sua tradicional feira de gado, a segunda maior de Alagoas. 

## Lazer
Duas festas animam a cidade: a data da emancipação política (31 de maio) e a da padroeira Santa Luzia (13 de dezembro).

## Lista de Prefeitos
- Metódio Higino da Silva - 1960;
- José Paulo Moura - 1961 a 1965;
- Metódio Higino da Silva - 1966 a 1969;
- José Libânio Filho - 1970 a 1972;
- José Paulo Moura - 1973 a 1976;
- Manoel Lopes da Silva - 1977 a 1982.;
- Cyro da Vera Cruz - 1983 a 1988;
- Sineide Moura - 1989 a 1992;
- Arnaldo Higino Lessa - 1993 a 1996;
- Cícero Ferreira Neto - 1997 a 2000;
- Cícero Ferreira Neto - 2004 a 2006;
- Arnaldo Higino Lessa - 2005 a 2008;
- Arnaldo Higino Lessa - 2009 a 2012;
- Miguel Higino - 2013 a 2016;
- Arnaldo Higino Lessa - 2017 a 2020.

## Hino
- Letra: Cyro da Vera Cruz
- Música: Sandro Becker

Raia o sol da liberdade em Campo Grande
Há esperança, há confiança no seu porvir,
Evolução é progresso,
Dias melhores pra esta terra hão de surgir. (Bis)
Corrente pra frente querer é poder,
Na força da mente lutar e vencer,
A fé predomina desejo se expande,
Vai pra frente município Campo Grande. (Bis)
Sua história enobrece sua gente,
Muito orgulho, seu passado, nos traz,
Seu presente é bem maior meu Campo Grande,
Vai depressa cada vez crescendo mais.
Campo Grande, Campo Grande
O seu hino todo povo vai cantar,
Campo Grande, Campo Grande,
Estes versos nós queremos lhe ofertar,
Campo Grande, Campo Grande,
Nós mostramos para todo mundo ver,
O carinho que seus filhos lhe dedicam,
Campo Grande nós gostamos de você. (Bis)